# Единбурзька соборна мечеть
Единбурзька соборна мечеть (англ. Edinburgh Central Mosque) — головна мечеть в Единбурзі (Шотландія), розташована неподалік Единбурзького університету та Національного Музею Шотландії. 
Архітектура поєднує традиційні ісламські риси зі шотландським баронським стилем. 

## Історія
До його будівництва в центрі Единбурга не було мечеті, достатньої для задоволення потреб мусульман. У міру збільшення мусульманського населення велика мечеть стала життєздатною. Зрештою, мусульманська громада змогла придбати землю у міської ради із застереженням про збереження та використання існуючої переліченої будівлі. Проект зазнав труднощів з фінансуванням. Але вони були вирішені, коли король Фахд ібн Абдель Азіз Аль Сауд з Саудівської Аравії пожертвував 90% від загальної вартості проекту. 31 липня 1998 року мечеть відкрив його син принц Абдул Азіз Бін Фахд.
До складу мечеті входить ісламська бібліотека, молитовний зал та кухня.